# Oath Keepers

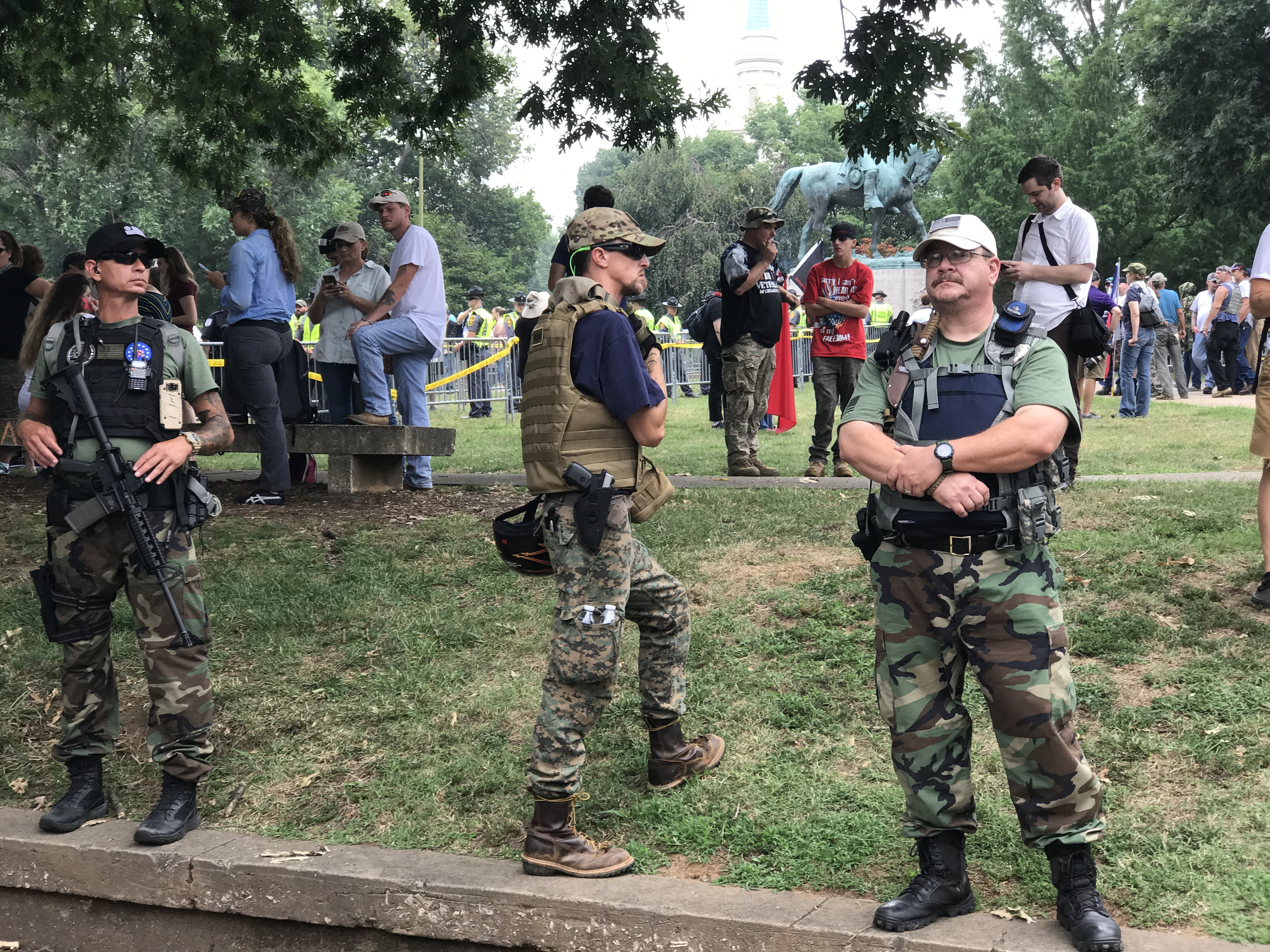
Oath Keepers i Charlottesville den 12 augusti 2017.

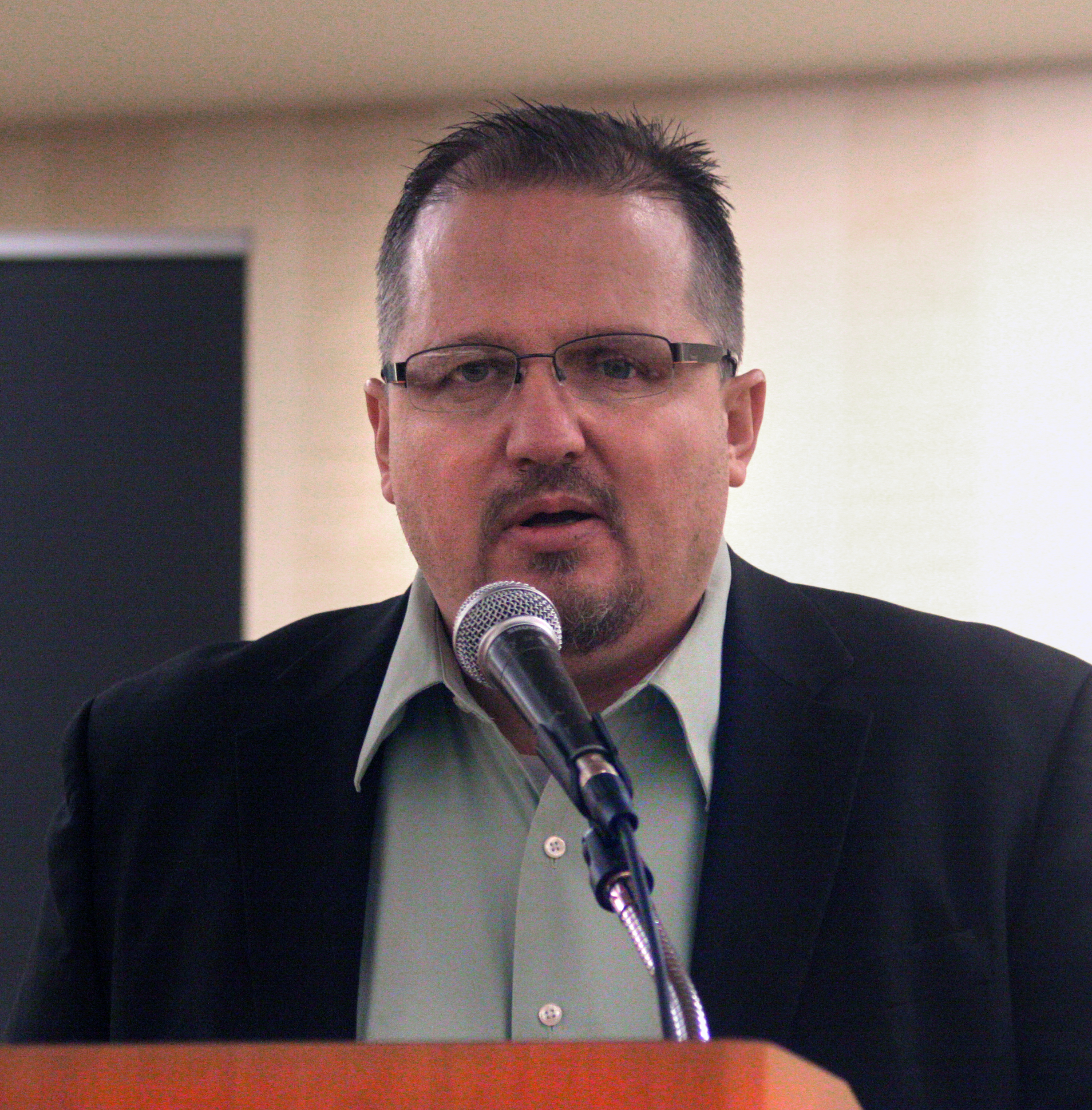
Stewart Rhodes 2011.

Oath Keepers är en amerikansk partipolitiskt obunden, anti-statlig, högerextremistisk paramilitär organisation. Gruppen består främst av aktiva och före detta militärer, poliser, räddningspersonal och andra statligt anställda tjänstemän. Enligt Oath Keepers har dess medlemmar svurit en ed att "försvara konstitutionen mot alla fiender, utländska och inhemska" i enlighet med Artikel VI av USA:s konstitution.

## Organisation
Oath Keepers grundades år 2009 av libertarianen och advokaten Stewart Rhodes som tagit examen vid både University of Nevada och Yale Law School.
Antalet medlemmar i organisationen är omdiskuterat, enligt Washington Post år 2017 uppgick antalet till cirka 35 000, men enligt Anti-Defamation League mellan 1000 och 3000 individer år 2020.
Organisationens webbplats stängdes tillfälligt ned den 12 januari 2021, till följd av dess medlemmars deltagande i stormningen av Kapitolium den 6 januari 2021. Följande uppmaning publicerades kort därefter på webbplatsen: "Please use your training and adapt to the new environment".

## Händelser

### Upplopp i Ferguson år 2015
I augusti 2015 väckte Oath Keepers nationellt intresse när tungt beväpnade medlemmar patrullerade gatorna och syntes på hustak i Ferguson, Missouri, i samband med Black Lives Matters demonstrationer som övergick i upplopp. Fler än 20 upploppsmakare arresterades i samband med händelserna, enligt Oath Keepers själva var de där för att "come to help keep the peace".

### Oroligheter i Portland år 2017
I juni 2017 skakades Portland, Oregon, av våldsamma politiska aktioner i samband med att högerextrema grupper höll demonstrationer och konfronterades av vänsterextrema motdemonstranter. Bilder från Oregon Public Broadcasting visade hur Oath Keepers hjälpte poliser att genomföra ett flertal envarsgripanden av medlemmar i Antifascistisk aktion.

### Händelser år 2020
I september 2020 närvarade cirka 20 beväpnade Oath Keepers vid en BLM-demonstration i Louisville, Kentucky till följd av dödsskjutningen av Breonna Taylor tidigare det året.
I augusti 2020 övergick Black Lives Matter-demonstrationer i Kenosha, Wisconsin, i våldsamma upplopp och en rad beväpnade individer närvarade. En av dessa var den 17-årige Kyle Rittenhouse, som inte tillhörde Oath Keepers, och som i självförsvar sköt tre män, varav två dog (han har sedan dess åtalats och friats i en delstatlig domstol i november 2021). Oath Keepers officiella Twitter-konto kallade Rittenhouse i augusti 2020 för "a Hero, a Patriot".

### Stormningen av Kapitolium 2021
Ett flertal Oath Keepers ska ha närvarat vid och deltagit i stormningen av Kapitolium den 6 januari 2021, men det exakta antalet är okänt. Den 19 januari 2021 åtalades tre Oath Keepers för brottslig konspiration i samband med händelserna. Åklagare menar att individerna planerade och koordinerade delar av attacken.
Den 26 maj 2023 dömdes Oath Keepers ledare Stewart Rhodes till fängelse i 18 år för sin delaktighet i stormningen av Kapitolium. 